# Moneses
Moneses é um género botânico pertencente à família Ericaceae.